# 桐乡街道
桐乡街道，原名城关乡，是中华人民共和国河南省開封市兰考县下辖的一个乡镇级行政单位。

## 行政区划
桐乡街道下辖以下地区：
许贡庄村、二坝寨村、鲁屯村、姜楼村、王庄村、高场村、新韩陵村、栗场村、绳庄村、东北场村、赵庄村、盆窑村、韩陵寨村、胡集村、市皓村和薛楼村。